# توپارک
توپارک‌ها یا توپارچ‌ها، (به یونانی: τοπάρχης، به معنی: «مکان-حاکم»)، یک اصطلاح یونانی برای فرماندار یا فرمانروای یک ناحیه است و بعداً به قلمرویی که توپارک در آن اقتدار خود را اعمال می‌کرد اطلاق شد. در دوران امپراتوری بیزانس، این اصطلاح به فرمانروایان مستقل یا نیمه مستقل در حاشیه جهان بیزانس اطلاق می‌شد.

## کاربرد هلنی
این اصطلاح از دوران هلنیستی سرچشمه می‌گیرد، زمانی که توپوس (τόπος، «مکان، محل») به عنوان یک واحد اداری، به ویژه در پادشاهی بطلمیوسی در مصر به کار برده می‌شد، اما در شیوه حکومتی سلوکیان و آتالیدیان(پادشاهی پرگامون)، نیز این واحد اداری وجود داشت، اگرچه در مقایسه با رویه بطلمیوسی کمتر به چشم می‌آید.
توپوس بطلمیوسی شامل تعدادی دهکده (komai, sing. komē) تحت عنوان یک توپارک (toparchēs) بود و به نوبه خود زیرمجموعه ای از نوم یا استان (nomos) بود که توسط استراتیگوس اداره می‌شد. در مصر بطلمیوسی، توپارک‌ها معمولاً مصری بودند و مسئولیت جمع‌آوری درآمد و اداره را بر عهده داشتند، همان‌طور که نومارس (nomarēs) برای نوموس و کومارس(komarchēs) برای هر کوم(komē).
در یک روایت، توپارکی‌ها هیپارکی‌هایی مانند بلندی‌های جولان، جلیل، سامریه، یهودیه، پرا، و ادومیه را در زمان عهد جدید تشکیل می‌دادند. این عنوان در زمان امپراتوری روم در شرق یونان، برای فرماندار یک ناحیه همچنان مورد استفاده قرار می‌گرفت. پس از آن به چنین مناطقی «توپارکی» (toparchy، از یونانی τοπαρχία، toparchia) می‌گفتند.

## امپراتوری بیزانس
در قرن ششم، در قانون اساسی نوولای امپراتور ژوستینیان اول، اصطلاح توپارک برای دربر گرفتن همه قضات محلی، اعم از غیرنظامی و نظامی استفاده می‌شد.
با این حال، اغلب نویسندگان بیزانسی از این اصطلاح برای اشاره به پادشاهان محلی استفاده می‌کنند، به ویژه در طول قرن‌های دهم تا سیزدهم، زمانی که به گفته پل لمرل بیزانسی، «توپارک فرمانروای مستقل قلمروی خارجی است که در مجاورت امپراتوری قرار دارد… او به نوعی تحت تأثیر امپراتوری است، زیرا گمان می‌رود ممکن است علیه بیزانسی‌ها شورش کند. این کاربرد به فرمانداران جدا شده یا خودمختار بیزانس که در طول بحران‌های نظامی و فروپاشی اداری قرن‌های یازدهم تا دوازدهم ظاهر شدند، گسترش یافت، همچنین در مورد حاکمان مستقل، معمولاً در حومه امپراتوری بیزانس (مثلاً امیر کرت، اربابان مختلف ترک در آناتولی، یا فرمانروایان بلغارستان یا صربستان، سرزمین‌هایی که بیزانسی‌ها از آن خود می‌دانستند نیز اطلاق می‌شد.